# سیاست در اسلام
سیاست در اسلام ساختار سیاسی ویژه و ثابتی دارد و قرآن اصل‌هایی را تعیین نموده که در جامعه اسلامی، قانون به‌شمار می‌آیند. از جمله این اصل‌ها "شورا" است. قانون محمد در مدینه، نخستین قانون‌گذاری در اسلام است. جمهوری اسلامی ایران، نخستین مورد در تاریخ اسلام است که در آن علمای مذهبی که نزدیک‌ترین طبقه به روحانیت در اسلام هستند، مستقیماً بر یک کشور اسلامی حکومت کرده‌اند.
در تاریخ اسلام، نخست حکومت خلفای راشدین و خلفای اموی و پس از آن، حکومت سلاطین رواج یافت. شیعیان، حکومت خلفا را نظام سیاسی مشروع و قانونی نمی‌دانستند؛ و معتقد به امامت بودند. شیعیان، پادشاهی را به عنوان نوع حکومت در زمان غیبت آخرین امام، مهدی نپذیرفتند. این رأی در بین شیعیان، پیش از مطرح شدن نظریه حکومت ولایت فقیه توسط روح‌الله خمینی عمومیت داشت. خمینی در کشف‌الأسرار نوشته‌است:
در تاریخ اسلام، حفاظت از شریعت و برقراری نظم، وظیفه پادشاهان به‌شمار می‌رفت. با این حال پادشاهان تا حد بسیار زیادی از آموزه‌های شریعت که به آنان واجب بود، دور بودند.در نظریه سهیم بوده‌است و در عمل مسائل عمده‌ای همچون عدل، بهداشت و آموزش تا قبل از به وجود آمدن دولت‌های جدید در جهان اسلام، در اختیار بخش خصوصی قرار داشت. حکومت معمولاً شخصی بود و تا قبل از دوران معاصر خلفا و پادشاهان جلسات پیوسته‌ای با مردم عادی داشتند که در این نشست‌ها به شکایات و تقاضاهای مردم پاسخ می‌دادند.

## فقه سیاسی
فقه سیاسی از جمله مباحث جدید در سیاست اسلام است که برخی عمید زنجانی را به جهت تلاش‌های نخستین در این مورد پدر فقه سیاسی می‌دانند.
فقه سیاسی بخشی ازفقه اسلامی است که به مسائل مربوط به حوزه مدیریت سیاسی می‌پردازد

برخی پیشینه این دانش میان رشته ای را به صده‌های قبل می دانند و نهضت تنباکو را نقطه عطفی در پیشینه آن قلمداد می‌کنند

بیشتر کارشناسان بر این امر وفاق دارند که آیت الله خمینی فقه سیاسی را در جریان انقلاب اسلامی ایران و بعد از آن متحول نمود و آن را در عمل به کار بست.

## اسلام و مردم‌سالاری
شیخ فضل‌الله نوری با مجلسی که قوانین مخالف اسلامی در آن تصویب شود و معتقد بود مجتهدان باید قوانین آن را تایید کنند: 

 رأی شما چیست که امروز حرف از وکالت ملت می‌زنید؛ پس معنی ولایت چه می‌شود؟ موکل کیست و موکل‌فیه کیست؟ امور عامه را می‌خواهید به مجلس ببرید. خدا، امور مردم را به فقها و مجتهدین گذشته، شما می‌خواهید امور مردم را بروید به خراز و بقال و بزاز و طرار بدهید. رأی شما من‌البدایه باطل است؛ چرا که کثرت رأی دلیل صحت نمی‌شود.
آیت الله خمینی در توصیف حکومت اسلامی می‌نویسد:

 حکومت اسلامی سلطنت مطلقه و استبداد نیست، بلکه مشروطه‌است. البته نه مشروطه به معنی که امروز متعارف شده‌است. مقصود از مشروطه در حکومت اسلامی، این نیست که قوانین تابع آرای اشخاص و اکثریت مردم باشد. این که می‌گوییم مشروطه، از این جهت است که در حکومت اسلام، سلطان مقید است که در اجرا و اداره شرط‌هایی را رعایت بکند. این‌ها یک مجموعه شرط هستند که در قرآن‌کریم و سنت رسول اکرم- صلوات الله علیه- معین شده‌است. یعنی سلطان، باید مقید به احکام و قوانین اسلام باشد و این قوانین را رعایت کند و همین قوانین در جامعه اجرا شود.
وی همچنین در مورد اسلام سیاسی چنین گفته است:

 اسلام دین سیاست است. این نکته را هرکس که کمترین تدبیری در احکام حکومتی، سیاسی، اجتماعی و اقتصادی اسلام بکند، آشکار می‌گردد. پس هرکه را گمان بر این برود که دین از سیاست جداست، نه دین را شناخته است و نه سیاست را.
آیت الله خامنه ای در مورد رابطه حکومت اسلامی و مردم‌سالاری، گفته‌است:

 این مردم‌سالاری به ریشه‌های دموکراسی غربی مطلقاً ارتباط ندارد. این یک چیز دیگر است. اولاً مردم‌سالاری دینی دو چیز نیست؛ این‌طور نیست که ما مردم‌سالاری را از غرب بگیریم و به دین سنجاق کنیم و بگوییم که ما مردم‌سالاری دینی داریم. نه؛ خود این مردم‌سالاری متعلق به دین است. مردم‌سالاری دینی یعنی همین که مردم، نظام را انتخاب کرده‌اند، دولت را انتخاب کرده‌اند، نمایندگان را انتخاب کرده‌اند، مسئولان را انتخاب می‌کنند و تشکیل نظام و دوام نظام تنها بر پایه اراده مردم و رأی مردم است. البته غرب هم چنین چیزی را ادعا می‌کند، ولی این یک ادعا بیش نیست. ما ادعای مردم‌سالاری دینی داریم. مردم بایستی انتخاب کنند، بخواهند، بشناسند و تصمیم بگیرند که تکلیف شرعی برای این‌ها قطعی بشود. 